# Alexander-von-Humboldt-Gymnasium Berlin
Das Alexander-von-Humboldt-Gymnasium (AvH) ist ein Gymnasium mit naturwissenschaftlichen Profil, das sich in der Berliner Ortslage Spindlersfeld des Ortsteils Köpenick nahe der Spree befindet. Die nach Alexander von Humboldt benannte Schule ist Nachfolgerin der Dorotheenschule zu Köpenick, die nach Bauplänen von Max Taut errichtet und 1929 eröffnet worden war. Das Schulhaus ist ein gelistetes Baudenkmal.

## Architektur
Das Hauptgebäude an der Ecke Oberspree- und Mentzelstraße wurde nach Plänen und unter Leitung des Architekten Max Taut in den Jahren 1928–1929 im Bauhausstil errichtet und ist ein gelistetes Baudenkmal. Es handelt sich um einen winkelförmigen flachgedeckten Gebäudekomplex, der ursprünglich mit unglasierten gelben Keramikfliesen verkleidet war. Da sich ab 1969 ohne äußere Einwirkung Teile lösten und herabfielen, erhielt die Fassade zwischen 1973 und 1974 im Rahmen einer umfangreichen Restaurierung graugelben Putz. Das Bauwerk weist eine viertelrund scharnierartig ausgeführte Eingangshalle zwischen den zwei Flügeln auf. Die mehrläufige Treppe darin verbindet den fünfgeschossigen, leicht gekrümmten Klassentrakt mit Turnhalle entlang der Mentzelstraße (Hausnummer 6) mit dem viergeschossigen Trakt entlang der Oberspreestraße. Die Doppel-Turnhalle entstand in Stahlbetonkonstruktion und hat eine kassettierte freitragende Decke. In dem viergeschossigen Flügel sind die Aula und Verwaltungsräume untergebracht. Das Schulhaus gilt als eines der Hauptwerke von Taut.
Am Haupteingang ist ein 1928 geschaffenes Keramikrelief von Rudolf Belling angebracht, das die heilige Dorothea darstellt, wie sie Brot an Flüchtlinge verteilt.
Erhaltengeblieben sind die Fenstergliederung, die einen Wechsel horizontaler Glasfenster- und Mauerbänder bildet, und das Direktorenwohnhaus von 1930. Der Verein Köpenicker Brücken e. V. bemüht sich um die Wiederherstellung der Keramikfassade, für die im Jahr 2017 Mittel aus dem Denkmalschutz-Sonderprogramm des Bundes bewilligt wurden.

## Geschichte

### Zeit als Dorotheenschule

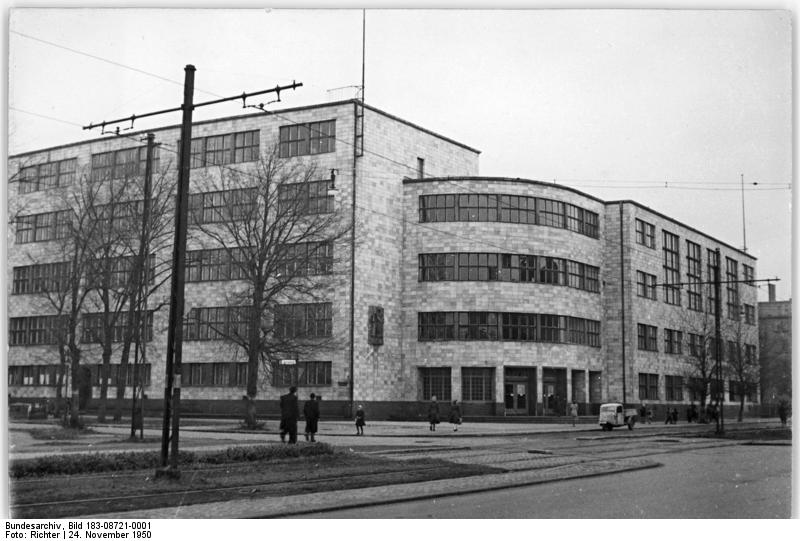
Eichendorff-Schule in Köpenick, 1950

Nach Abschluss der Bauarbeiten wurde das Gebäude am 30. November 1929 als Oberlyzeum Dorotheenschule den Schülerinnen und Lehrern übergeben. Sie bekam ihren Namen zu Ehren der heiligen Dorothea.
Während der Olympischen Sommerspiele 1936 war die Schule Unterkunft für Ruderer.

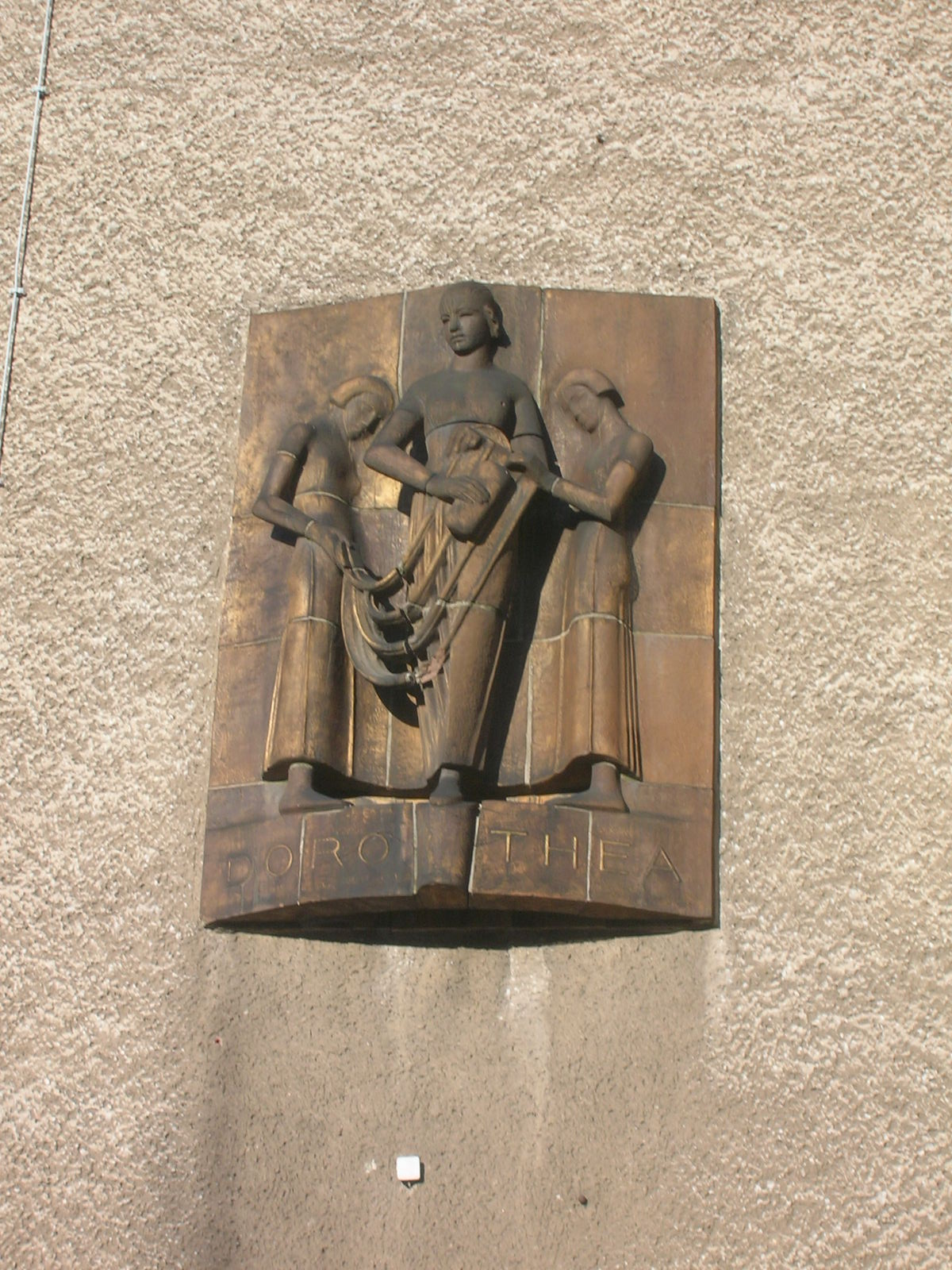
Keramikrelief am Eingangsportal mit Darstellung der heiligen Dorothea

Bestandteil der Ausbildung der Schülerinnen der Dorotheenschule war auch der Sportunterricht. In der Weimarer Republik fand eine Suche nach Körpermerkmalen statt, die Menschen voneinander unterscheiden und als Rassenmerkmale betrachtet werden könnten. Eine Forschung, die nahtlos in die Arier-Auslese der Nationalsozialisten überging. Die Sportlehrerin Charlotte Warrach, die an Schülerinnen der Dorotheenschule zu Köpenick Vergleiche über Körperbau, körperliche und geistige Leistung anstellte, lieferte dazu einen Beitrag, indem sie herausfand, dass „im allgemeinen die körperliche und geistige Leistung parallel“ gehe. Weiterhin wirkte Elisabeth Wyneken (1876/1877–1959), Schwester von Gustav Wyneken, am Lyzeum als Lehrerin für Deutsch und Geschichte.

### 1939 bis 1959: Eichendorffschule
Ein Teil der Dorotheenschule wurde 1939 in Eichendorff-Schule zu Ehren des Dichters Joseph von Eichendorff umbenannt, der andere Teil diente weiterhin als Lyzeum. Am Ende des Zweiten Weltkriegs wurde das Gebäude als Not-Krankenhaus genutzt. Erst ab 1950 konnte im Gebäude wieder regulärer Unterricht gehalten werden. Als im Jahr 1954 zunächst die Hegel-Schule in die Eichendorff-Schule integriert wurde und 1956 auch die Nansen-Schule, vergab das Bezirksamt die Bezeichnung Oberschule Köpenick.

### Seit 1959: Alexander-von-Humboldt-Schule
Aus Anlass des 100. Todestages von Alexander von Humboldt wurde die Bildungseinrichtung im Jahr 1959 in Alexander-von-Humboldt-Oberschule umbenannt.
Neben der Oberschule beheimatete das Gebäude zeitweilig die Volkshochschule von Spindlersfeld, eine Schule für Krankenschwestern und die Kinder- und Jugendsportschule für Wasserfahrsport und Fußball. Letzteres bildete die Grundlage für den 1. FC Union Berlin, der von hier seine Mitglieder rekrutierte. Nach der politischen Wende, im Jahr 1991, wurde aus der Schule das erste Gymnasium Köpenicks. Seit Sommer 2006 verfügt die Schule über einen neuen Sportplatz auf dem Gelände der ehemaligen Anlage, die in den 1950er Jahren gebaut worden war.
2017 erhielt die Schule die Auszeichnung Schule ohne Rassismus – Schule mit Courage.

## Fremdsprachen
Als Pflichtfremdsprachen werden ab der 3. Klasse Englisch und ab der 7. Klasse Französisch unterrichtet. Als Wahlpflichtfach wird ab der 8. Klasse Latein oder ab der 9. Klasse Russisch angeboten.

## Prominente ehemalige Schüler (Auswahl)
- Laura Berlin, Schauspielerin und Model
- Ellen Brombacher, Politikerin (Die Linke)
- Mario Czaja, deutscher Politiker (CDU), MdB, Ex-Generalsekretär der CDU
- Rainer Dellmuth, ehemaliger Oppositioneller der SED-Diktatur
- Gabriele Heinz, Schauspielerin, Tochter von Wolfgang Heinz
- Toni Krahl, Rockmusiker
- Dagmar Manzel, Schauspielerin, Sängerin und Hörspielsprecherin
- Thomas Natschinski, Rockmusiker
- Chaim Noll, Schriftsteller
- Klaus-Peter Pleßow, Schauspieler
- Jochen Schümann, Segelolympiasieger
- Jaecki Schwarz, Schauspieler
- Wolfgang Wruck, Fußball-Nationalspieler